# Vriesea sucrei
Vriesea sucrei är en gräsväxtart som beskrevs av Lyman Bradford Smith och Robert William Read. Vriesea sucrei ingår i släktet Vriesea och familjen Bromeliaceae. Inga underarter finns listade i Catalogue of Life.

## Bildgalleri

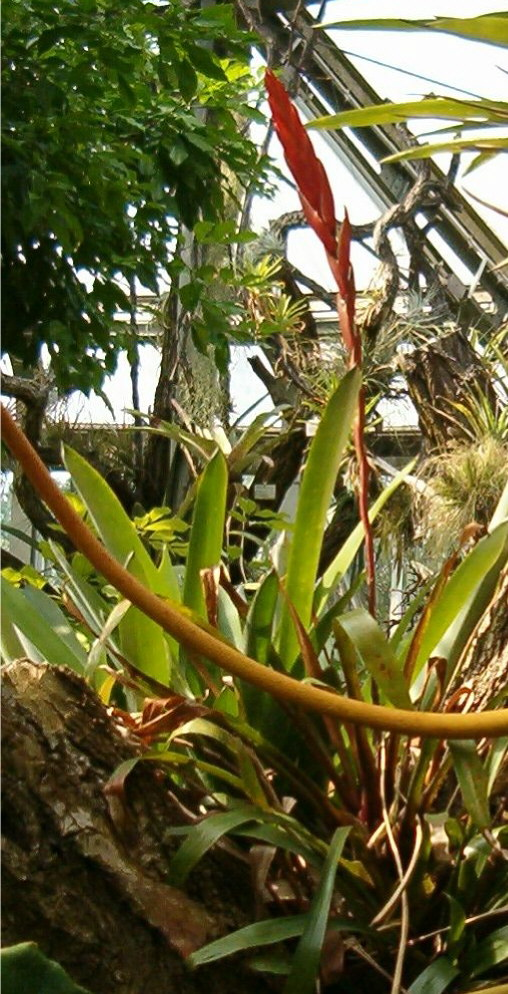
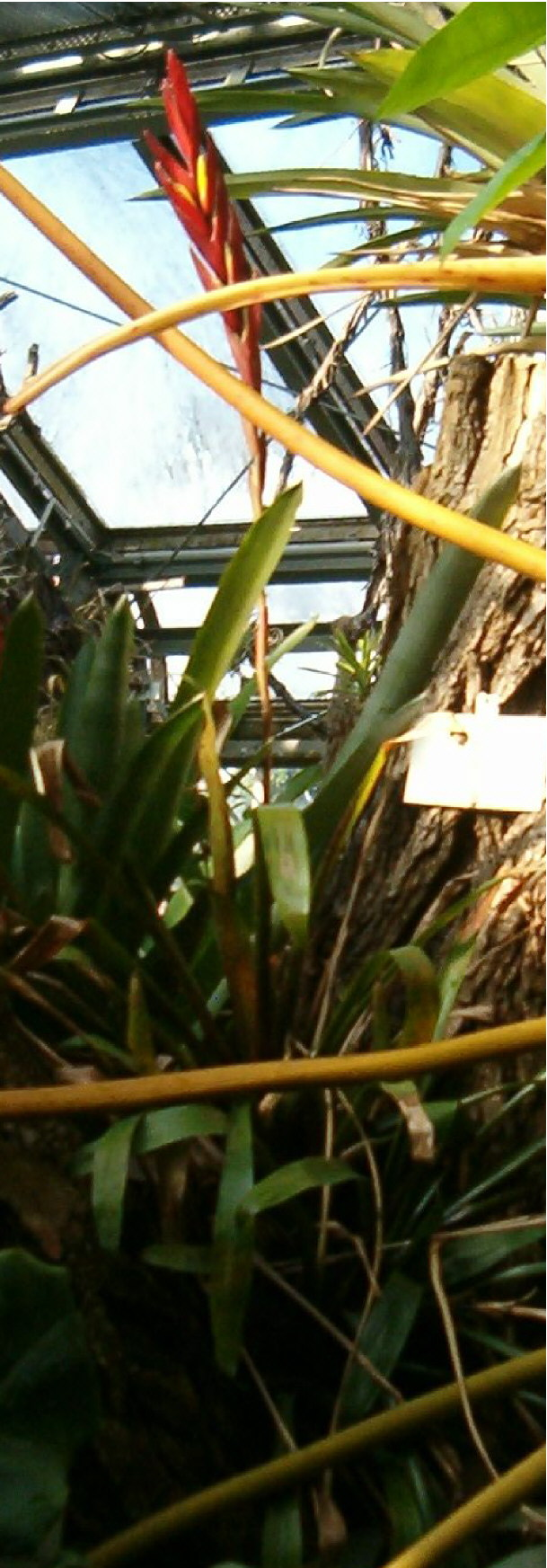
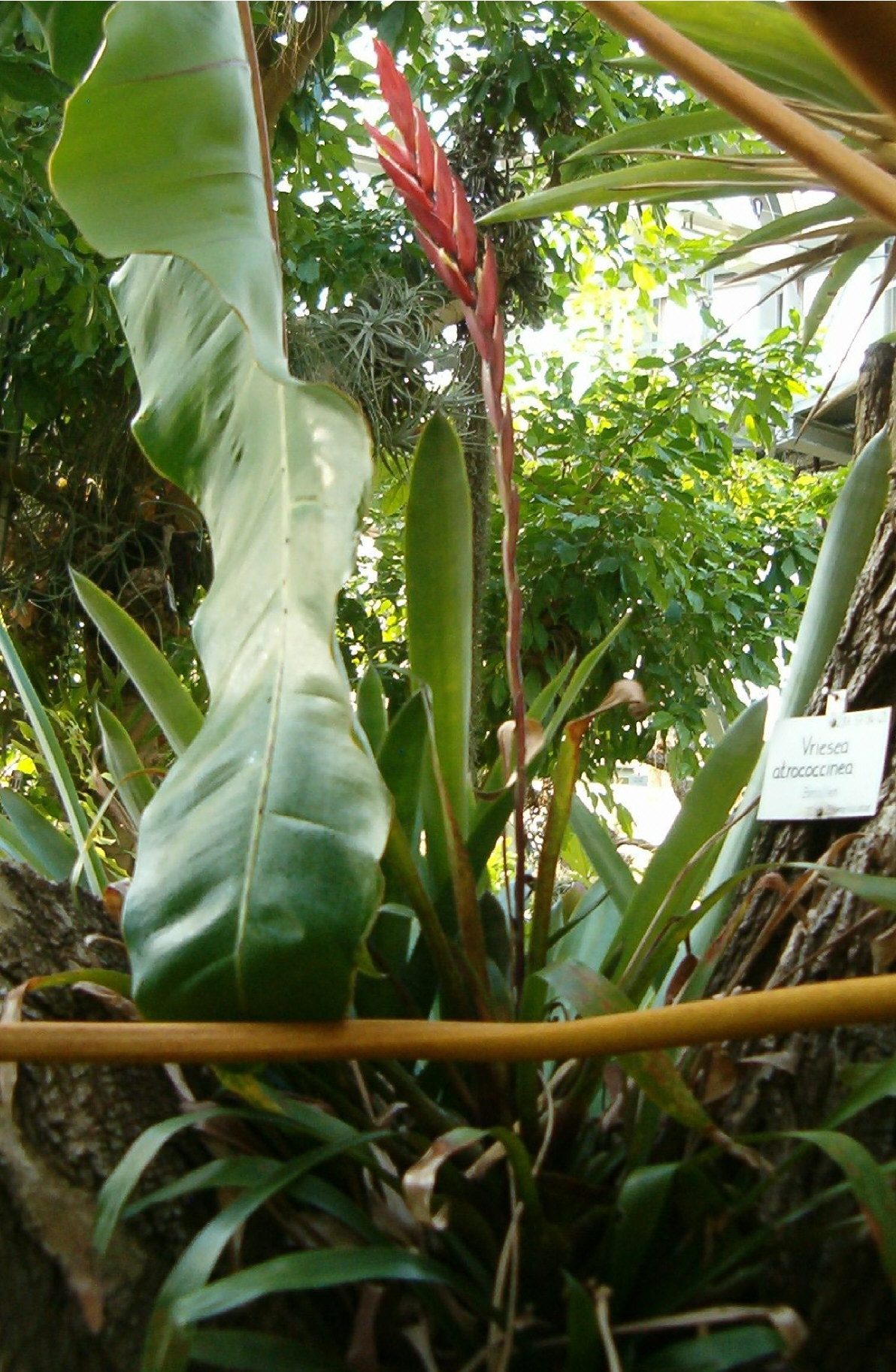